# دریک اوگبو
دریک اوگبو (انگلیسی: Derick Ogbu؛ زادهٔ ۱۹ مارس ۱۹۹۰) بازیکن فوتبال اهل نیجریه است.
از باشگاه‌هایی که در آن بازی کرده‌است می‌توان به باشگاه فوتبال لیائونینگ، باشگاه ورزشی ام صلال، باشگاه فوتبال ونتفورت کوفو، باشگاه فوتبال اود-هورلی لوون، و باشگاه فوتبال سی‌اف‌آر کلوژ اشاره کرد.